# 松峰莉璃
松峰 莉璃（まつみね りり、8月6日 - ）は福岡市出身、中国で活躍する俳優、脚本家。2006年、中央戯劇学院表演系（演技科）にて修士所得。日中双方の役をこなし、俳優業の傍らで演劇作品、映画作品等の脚本業や監督業も手掛ける。2014年、国際エミー賞中国大陸エリア審査員に選出。
中国語：ネイティブレベル
英語：会話レベル

## 人物
福岡の名門バレエ学校であるツルタバレエにて、クラシックバレエやジャズダンスを習う。
1997年、中国北京の国立演劇大学である中央戯劇学院へ留学。中国語の勉強や表演系（演技科）での研修を受ける。
2003年、中国政府奨学金を取得、中央戯劇学院表演系（演技科）大学院へ進学。専攻はミュージカル演技論。
2006年、同校にて修士課程修了。外国人としては数少ない学位取得者となり、卒業後は舞台を中心に中国にて活動を開始する。 大学院在学中より中国を代表する演出家達の舞台作品に出演。
2011年1月1日に放送開始したドラマ＜鋼鉄年代＞で演じたヒロイン鈴木加代が当たり役となり、以後はドラマや映画にも多数出演。
2012年、拾捌文化（18文化）经纪公司と契約。
現在は東京在住。

## 作品

### 舞台作品

#### 出演
- 「桜の園」林兆華演出
- 「夢の戯曲」林兆華演出
- 「琥珀」孟京輝演出

#### 脚本
- 「梵幾」脚本及び演出担当
- 子供向けミュージカル「フリーダとマンダリン」
- 子供向け学習劇「オームとワット」

### 映像作品

#### 出演
- ドラマ「鋼鉄年代」2011年飛天賞大賞受賞（主演：陳国宝）
- 長編映画「親•愛」2012年大阪アジアン映画祭グランプリ受賞
- 短編映画「i want candy」2013年上海国際映画祭短編映画女性監督部門招待作品
- ドラマ「火線三兄弟」出演　管虎監督作品
- 長編「弾丸と共に去りぬ 暗黒街の逃亡者」2014年公開　姜文監督作品出演　（主演：姜文、葛優、スー・チー）
- ドラマ「偽装者」2015年8月初回放送（主演：胡歌、靳東、王凱）
- 長編映画「ワンス・アポン・ア・タイム・イン・上海」2016年12月公開　（主演：葛優、チャン・ツーイー、浅野忠信）
- 長編映画「アンティークゲーム」2022年公開（中国）（主演：雷佳音、李現、葛優）　2022年　中国映画週間オープニング作品

#### 脚本
- 長編映画「IF/TRIP」日中合作映画作品

#### 監督
- 長編映画「最長一槍--The Dog Fight--」2016年撮影　1st Assistant Director

### 脚本翻訳
- 「レッドクリフ」
- 「東風、雨」
- 「太平輪1949」
- 「喜劇的憂傷」
- 「親•愛」

### その他
2022年～
- NHK中国語！Navi　エンタメコーナー及びASIAN LIVE担当
- ポッドキャスト番組「娯楽自行車」